# Randazzo
Randazzo is een gemeente in de Italiaanse provincie Catania (regio Sicilië) en telt 11.287 inwoners (31-12-2004). De oppervlakte bedraagt 204,8 km2, de bevolkingsdichtheid is 55 inwoners per km2.
De volgende frazioni maken deel uit van de gemeente: Monte la guardia, Murazzorotto, Flascio.

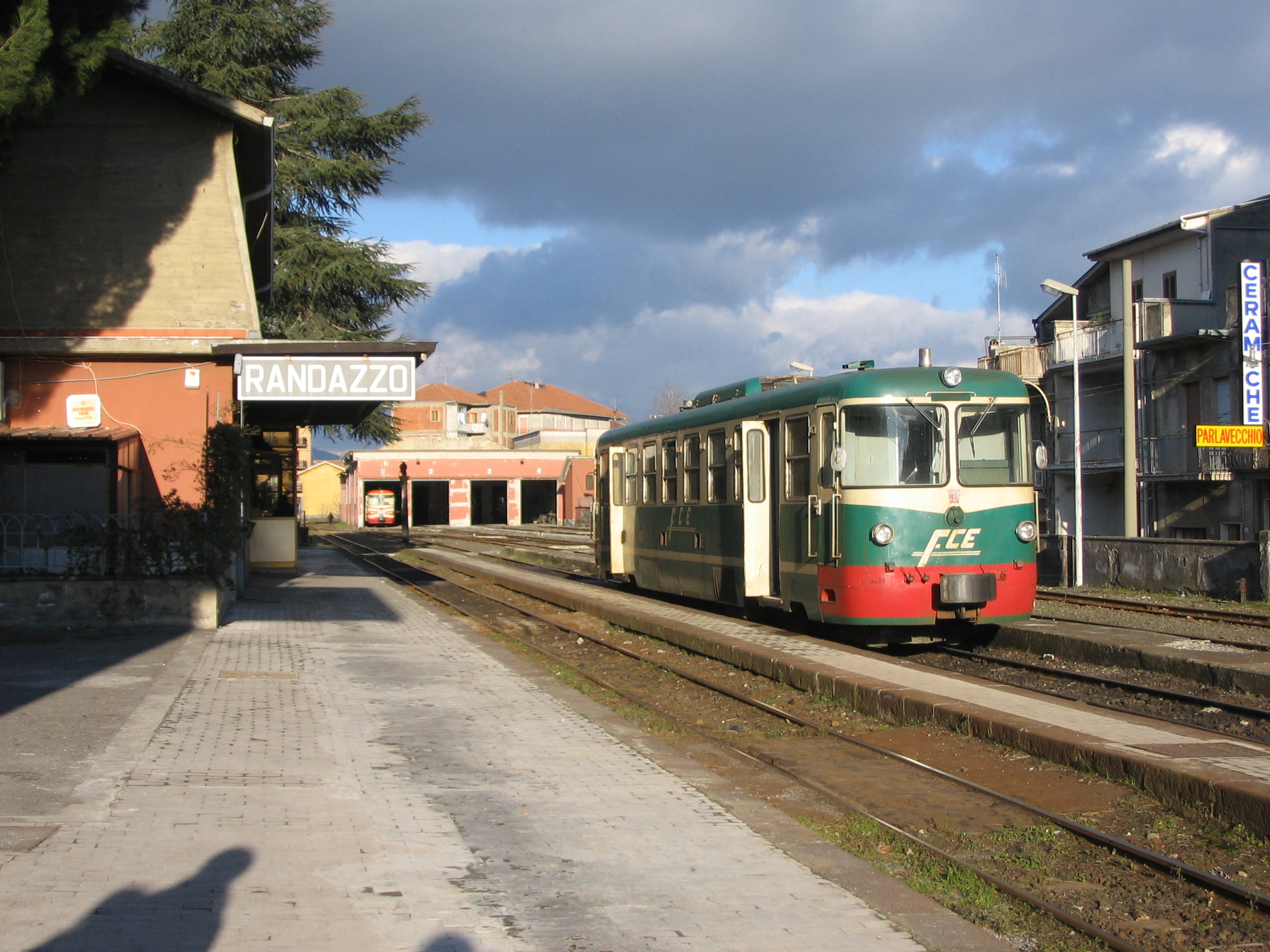
Station
Kerk

## Demografie
Randazzo telt ongeveer 4356 huishoudens. Het aantal inwoners daalde in de periode 1991-2001 met 2,8% volgens cijfers uit de tienjaarlijkse volkstellingen van ISTAT.
| Jaar | Inwoneraantal |
| ---- | ------------- |
| 1991 | 11.550        |
| 2001 | 11.223        |

## Geografie
De gemeente ligt op ongeveer 765 m boven zeeniveau.
Randazzo grenst aan de volgende gemeenten: Adrano, Belpasso, Biancavilla, Bronte, Castiglione di Sicilia, Centuripe (EN), Floresta (ME), Maletto, Nicolosi, Regalbuto (EN), Roccella Valdemone (ME), Sant'Alfio, Santa Domenica Vittoria (ME), Tortorici (ME), Troina (EN), Zafferana Etnea.